# Rafael Aita Campodónico
Rafael Antonio Aita Campodónico (Chiclayo, 16 de mayo de 1953) es un administrador del sector turístico y comercial y político peruano. Fue vicepresidente de la Cámara de Comercio de Lambayeque, dirigente deportivo y miembro activo en diferentes instituciones de fomento al deporte. En la política se desempeñó como congresista de la república en el período 2001-2006 y viceministro de Defensa durante el segundo gobierno de Alan García.

## Biografía
Nació en la ciudad de Chiclayo, el 16 de mayo de 1953. Es hijo de Juan Aita Valle y de Elsa Campodónico Puga. 
Es bachiller en Administración por la Universidad Ricardo Palma, graduado en el año 1977. También hizo estudios técnicos en la Universidad de ESAN y en IPAE.
Fue gerente de la Distribuidora Don Juan S.A. y vicepresidente Cámara de Comercio de Lambayeque.

## Trayectoria política
Fue militante del partido Solidaridad Nacional, afiliándose en el año 2000 y postulando ese mismo año al Congreso de la República en las elecciones parlamentarias, sin embargo, no resultó elegido. Luego, ante la caída del gobierno de Alberto Fujimori y la convocatoria a nuevas elecciones generales en el año 2001, Aita postuló nuevamente al Congreso como parte de la alianza electoral Unidad Nacional de Lourdes Flores Nano. Aita postuló por la circunscripción de su natal Lambayeque y logró resultar elegido como congresista, obteniendo 20,648 votos de preferencia y fue juramentado para el periodo parlamentario 2001-2006.
En su gestión parlamentaria, fue presidente de la Comisión de Seguridad Social (2005-2006) así como miembro de las comisiones de Defensa Nacional, Orden Interno e Inteligencia; Juventud y Deporte; Defensa del Consumidor y Organismos Reguladores de los Servicios Públicos. Como parte de las reuniones del Parlamento Latinoamericano, Aita presidió la Comisión de Servicios Públicos, Defensa del Usuario y Consumidor.
En octubre del 2002 fue designado como presidente de la Subcomisión que investigó al expresidente Alberto Fujimori y a gran parte de su Gabinete Ministerial, por el acto ilícito de interceptar llamadas telefónicas. El expediente forma parte del pedido de extradición que se le solicitó a Chile en el año 2005. Ese mismo año, Aita renunció al partido Solidaridad Nacional para permanecer como independiente, sin embargo, se mantuvo dentro de la bancada de Unidad Nacional y postuló a la reelección en las elecciones del año 2006, perdiendo con solamente 9,599 votos. En febrero de ese mismo año, Aita volvió a incorporarse a Solidaridad Nacional y postuló nuevamente durante las elecciones del año 2011, quedando con la segunda votación detrás de Virgilio Acuña.
El 16 de abril de 2008, Rafael Aita fue designado como viceministro de Políticas para la Defensa por el presidente Alan García, cargo que ocupó hasta noviembre del mismo año. El 7 de noviembre de 2008 fue designado como viceministro de Recursos para la Defensa, manteniéndose hasta el año 2010.
Postuló al Gobierno Regional de Lambayeque en las elecciones regionales del 2014 como invitado del Partido Popular Cristiano.
En octubre del 2016 fue designado como prefecto regional de Lambayeque por el presidente Pedro Pablo Kuczynski. Renunció al cargo en mayo del 2018.
Se afilió al partido Alianza para el Progreso en el año 2018, siendo candidato a la alcaldía de Chiclayo. Se mantuvo en APP hasta enero del 2021. Actualmente se encuentra afiliado al partido fujimorista Fuerza Popular desde octubre del 2021.

## Reconocimientos
- Orden Cruz Peruana al Mérito Naval en el grado de Gran Cruz - Marina de Guerra del Perú
- Enero 2011 Medalla al Mérito Mayor General FAP     Armando Revoredo Iglesias  en la     clase de Gran Oficial
- Marzo 2011 Región Lambayeque  Personaje Distinguido y apoyo y progreso  de la Región.
- Julio 2009 Colegio de psicólogos del Perú  miembro honorario por la dación de la     ley 28369 ley del trabajo del psicólogo.
- Octubre 2009 Cruz Peruana al Mérito Naval en el grado de Gran Cruz  Marina de Guerra del Perú
- Año 2008 Embajador de la paz  Universal Peace.
- Año 2008 Fuerza Aérea del Perú: “Orden Capitán Quiñones”.
- Año 2008 Comandancia General del Ejército: “Orden Militar Francisco Bolognesi”.
- Año 2006 Ministerio de Economía y Finanzas: Distinción con la Medalla “Hipólito Unanue al Mérito Económico-Financiero” por valioso aporte al desarrollo del país.
- Año 2004 Club de Valores del Perú: Distinción con la Medalla de Oro “Dignidad Peruana”.
- Año 2004 Colegio de Psicólogos de Lambayeque, Colegio de Tecnólogos Médicos del Perú, Sociedad Peruana de Oftalmología  y Colegio de Nutricionistas del Perú. Reconocimiento a la labor parlamentaria.
- Año 2004 Asociación Peruana de Autores y Compositores: Nombramiento de Socio Honorario por la defensa de los derechos de autor.
- Año 2004 Gobierno Regional de Lambayeque: Reconocimiento al trabajo desplegado durante el desarrollo de la Copa América.
- Año 2004 Federación de Periodistas del Perú – Centro Federado de Periodistas de Lambayeque: Medalla y diploma de honor en reconocimiento a la valiosa contribución al desarrollo de la región Lambayeque.
- Año 2003 Asociación     Mundo Amor (niños con síndrome de Down), Chiclayo: Reconocimiento por su     desinteresado apoyo al desarrollo de la institución.
- Año 2003 Asociación de Periodistas Hípicos del Perú: Entrega de los “Laureles del Turf”.
- Año 2003 Reconocimiento de los museos “Sicán” de Ferreñafe y “Sipán” de Lambayeque por la identificación con la cultura del pueblo lambayecano .
- Año 2002 Asociación de Estibadores, Jubilados y Pensionados del Ex Sistema Asistencial del Puerto del Callao: Reconocimiento a la ayuda aportada a favor de la asociación .
- Año 2002 Cámara de  Comercio y Producción de Lambayeque: Reconocimiento a la destacada  labor como Parlamentario y  Presidente de la  Comisión de Seguridad Social .
- Diciembre, 2001. Regional Lambayeque, Encuesta de Opinión Pública: galardón honor al  mérito por extraordinaria labor social que prestigia a la región.
- Año 2016 , nombrado como Prefecto Regional de Lambayeque, destacando sus labores administrativas y gubernamentales, tales como mediador, consultor, gestiones y apoyando a resolver conflictos social económicos, laborales, seguridad ciudadana, desastres naturales, salud y vivienda
- Elegido dos veces Presidente del Centenario Club de la Unión de Chiclayo, en los cuáles participó junto con su directiva a realzar y empoderar el prestigio de dicha institución.